# 天爐座η
天爐座η，又名CD-36 1050，HD 17528、SAO 193916、HR 835，是天爐座的一颗恒星，视星等为6.51，位于銀經238.99，銀緯-63.93，其B1900.0坐标为赤經2h 43m 30.3s，赤緯-35° -63.93′ 3″。